# Holcocera tartarella
Holcocera tartarella é uma espécie de mariposa do gênero Holcocera pertencente à família Coleophoridae.